# 살로메 스테베냉
살로메 스테베냉(Salomé Stévenin, 1985년 1월 29일 ~ )은 프랑스의 배우, 영화 감독, 극작가이다.

## 출연 작품
- 마담 솔라리오 (2012)
- 쉐프 (2012)
- 몬 아무흐 (2011)
- 오마 킬드 미 (2011)
- 나넬 모차르트 (2010)
- 엄마로부터 멀리 떨어져서 (2006)
- 차가운 샤워 (2005)
- 미쉬카 (2002)
- 러브 미 (2000)
- 무정한 사람 (1988)